# 矢筈山 (鹿角市)
矢筈山（やはずやま）は、秋田県鹿角市にある山である。

## 概要
標高738.1m。大湯川（米代川水系の支流）流域に位置する。
南側山麓には、秋田県鹿角市遺跡詳細分布調査報告書記載の昌斎館跡（中世の遺跡）がある。
国道103号沿線の堀内（ほりない）集落から登山路が設けられている。

## 観光
この山に源を発する滝には、小衣の滝・川島の滝・福倉沢（福草沢）の滝などがある。